# Pseudopanolis powelli
Pseudopanolis powelli är en fjärilsart som beskrevs av Lucas 1955. Pseudopanolis powelli ingår i släktet Pseudopanolis och familjen nattflyn. Inga underarter finns listade.